# Silene quadriloba
Silene quadriloba är en nejlikväxtart som beskrevs av Porphir Kiril Nicolai Stepanowitsch Turczaninow, Grigorij Silych Karelin och Kir. Silene quadriloba ingår i släktet glimmar, och familjen nejlikväxter. Inga underarter finns listade i Catalogue of Life.